# 鹿児島市立和田中学校
和田中学校（わだちゅうがっこう）は、鹿児島県鹿児島市和田二丁目にある市立の中学校。現在では、鹿児島県及び鹿児島市においても生徒数の多い学校の1つである。

## 沿革
- 1947年（昭和22年）4月1日 - 谷山町立第二中学校として開校するが、校舎が完成していなかったため和田小学校に併設。また、同時に谷山町立第二中学校錫山分教場を設置する[1]。
- 1949年（昭和24年）4月 - 谷山町立和田中学校に改称[2]。同時に錫山分教場が錫山分校に改称する。
- 1956年（昭和31年） - 錫山分校が独立。同時に錫山小学校に併設し谷山町立錫山小中学校となる[3]。
- 1957年（昭和32年）10月1日 - 谷山町の市制施行に伴い、谷山市立和田中学校に改称。
- 1967年（昭和42年）4月29日 - 鹿児島市と谷山市が合併したのに伴い、鹿児島市立和田中学校に改称。
- 1973年（昭和48年）4月 - 鹿児島開発事業団によって学校用地移転のために現在地の用地造成が着工される（1974年（昭和49年）2月完工）[4]。
- 1975年（昭和50年）}7月 - 海岸付近から現在地へ移転[4]。

## 学校活動

### 体育系
- 男子・女子　ソフトテニス部
- 男子・女子　バレーボール部
- 男子・女子　バスケットボール部
- バドミントン部
- 弓道部
- 水泳部
- 野球部
- サッカー部
- 剣道部
- 陸上部
- 卓球部

### 文化系
- 美術部
- 合唱部
- 吹奏楽部

### 学校組織
- 学習部
- 生活部
- 環境美化部
- 文化部
- 保健体育部
- 給食部
- 図書委員会
- 放送委員会

## 通学区域
- 和田小校区:下福元町の一部、慈眼寺町、谷山港1～3丁目、南栄4～6丁目、和田1～3丁目、坂之上1～8丁目
- 錦江台小校区:下福元町の一部、錦江台1～3丁目

## 生徒の主な進路先
- 鹿児島市内及び鹿児島県内外の公立・私立高等学校などに進学する。年々進学校に通う生徒は20人以上と増えている。